# 盛田正明
盛田 正明（もりた まさあき、1927年5月29日 - ）は、日本の実業家。ソニー副社長、ソニー・アメリカ会長、ソニー生命保険社長・会長を歴任した。

## 経歴
愛知県名古屋市出身。実家は江戸時代創業の老舗造り酒屋『盛田』。三人兄弟の末子で、長兄にはソニー創業者のひとりである盛田昭夫、次兄には盛田を引き継いだ盛田和昭（和昭の妻は大日本紡績常務田代重三の四女）がいる。義兄（姉の夫）はソニー元社長の岩間和夫。母方の祖父は旧大垣藩家老家で大垣共立銀行頭取の戸田鋭之助で、母方の伯父には実業家の戸田直温・戸田良直兄弟がおり、早川種三は母の従兄弟にあたる。
愛知県立第一中學校（旧制愛知一中・現 愛知県立旭丘高等学校）時代はバレーボール部に入り、セッターとしてプレーしていた。愛知一中在学時に太平洋戦争が始まったことを受け、「国の役に立ちたい」という思い、そして飛行機好きであったことから正明は海軍飛行予科練習生へ志願し、神風特別攻撃隊訓練生として予科練生活を送るも、18歳の時に戦争が終結して故郷へ帰り、今後を模索していたところ、長兄昭夫の大阪大学理学部時代の恩師が教鞭を執っていた東京工業大学に編入学した。
東京工業大学では星野愷の下で磁気素材の研究に没頭、大学での学問を活かすために兄・昭夫が創業に携わった東京通信工業（後のソニー）へ入社する。東京通信工業入社後、井深大から「京都で映画技術か、仙台の東北大学で磁気材料の研究か、どちらかをやってもらいたい」と言われ、昭夫から「仙台へ行け」と言われたことから、東北大学科学計測研究所の研究生として物理学の権威であった岡村俊彦の下で猛勉強に勤しんだ。正明がこの仙台での生活で息抜きで始めたのがテニスで、我流でプレイしていたという。
1954年、3年間の東北大学研究生生活の終了時に東京本社の井深から「仙台近辺に我が社の工場を建設するように」との指示を受けたため、宮城県宮城郡多賀城町（現在の多賀城市）に東京通信工業仙台工場（現在はソニーストレージメディア・アンド・デバイスとなっている）を立ち上げる。正明はこの仙台工場ではオーディオテープ、テープレコーダー関連機器の製造開発などに携わった。
1963年、ソニー厚木工場（現：厚木テクノロジーセンター）に副長として異動、トランジスタ生産の責任者のひとりとして操業を指揮する。厚木に4年在籍した後、ソニー本社技術企画部長に就任、家庭用ビデオテープレコーダー『ベータマックス』の開発・マーケティングの指揮を執る。この間の1973年に取締役に就任、1975年のベータマックス発売後には正明率いる企画チームが全国のソニー販売店を回り、ビデオテープレコーダーデッキ販売に力を入れるよう説いて回ったという。
1976年、本社常務取締役就任。1982年にソニー本社副社長に就任、またアメリカ合衆国現地法人「ソニー・アメリカ」の会長として1987年に渡米し、ソニー・アメリカの体制構築に力を注いだ。ソニー・アメリカ会長時代には本国より安藤国威（後の第7代ソニー社長）を呼び、生産部門の責任者を任せた。
1992年に帰朝すると兄・昭夫の肝煎りで設立されたソニー生命保険の社長兼会長に就任。

## テニス関連
常務時代にインターナショナル・マネジメント・グループ（IMG）創業者のマーク・マコーマックと知り合う。マコーマックと正明が共に取り組み、ソニーとIMGで作り上げたシステムが『ワールドゴルフランキング』（発足当初の名称は『ソニー・ワールドゴルフランキング』）であったという。マーク・マコーマックとの関係が深まったことにより、当時のアメリカ合衆国テニス界の第一人者だったジミー・コナーズ、モニカ・セレシュを始めとしてアメリカテニス界関係者との親交が深まるようになる。
ソニー生命会長時代にはプロテニスの日米対抗戦『ソニーライフ・カップ』の開催を企画、当時の日本テニス協会会長の中牟田喜一郎（岩田屋会長）に直接申し入れて開催が決まる。『ソニーライフ・カップ』は1997年から1999年までの3年間、日米のスター選手を招待して神戸市、広島市、福岡市で開催された。
2000年に中牟田喜一郎の要請により日本テニス協会会長に就任。会長就任と同時に協会の改革に乗り出し、全国各地のテニス協会を歴訪して「日本協会は役人的」や、各種大会の運営等の不備・不満を指摘されたことを受けて協会職員らに「サービス精神を持ち、全てのテニス関係者をお客様と思え」と意識改革を訴えた。また世界テニスの四大メジャー大会を視察してきた経験からジャパン・オープン・テニス選手権についても『日本テニスを代表するイベントにしたい』と考え、会場（有明テニスの森公園）にフードコート、ゲームコーナー、テニスショップを設置するなどの改革を行った。
2016年、国際テニス殿堂の功労賞を受賞。

### 盛田正明テニス・ファンド
1998年にソニー生命名誉会長に退くと共に、テニスの有望若手選手育成のための基金創設を考えるようになる。
正明が構想したテニスの有望若手選手育成のための基金は、2003年に『盛田正明テニスファンド』（MMTF）として財団法人認可が降り、マーク・マコーマックが買収していた『ニック・ボロテリー・テニスアカデミー』（アメリカ合衆国 フロリダ州）にMMTFが選抜した10代の少年・少女選手を派遣し、そこで訓練・指導を受けて世界へ飛翔するようになってきている